# Vatio por metro-kelvin
El vatio por metro-kelvin (W⋅m-1⋅K-1 ), es la unidad SI de conductividad térmica . 
Es la conductividad térmica de un cuerpo isotrópico homogéneo en el que una diferencia de temperatura de 1 kelvin entre dos planos paralelos de 1 metro cuadrado de superficie y 1 metro de distancia, produce un flujo de calor de 1 vatio. Es por lo tanto equivalente a W/m⋅K = W/m⋅°C